# Calle

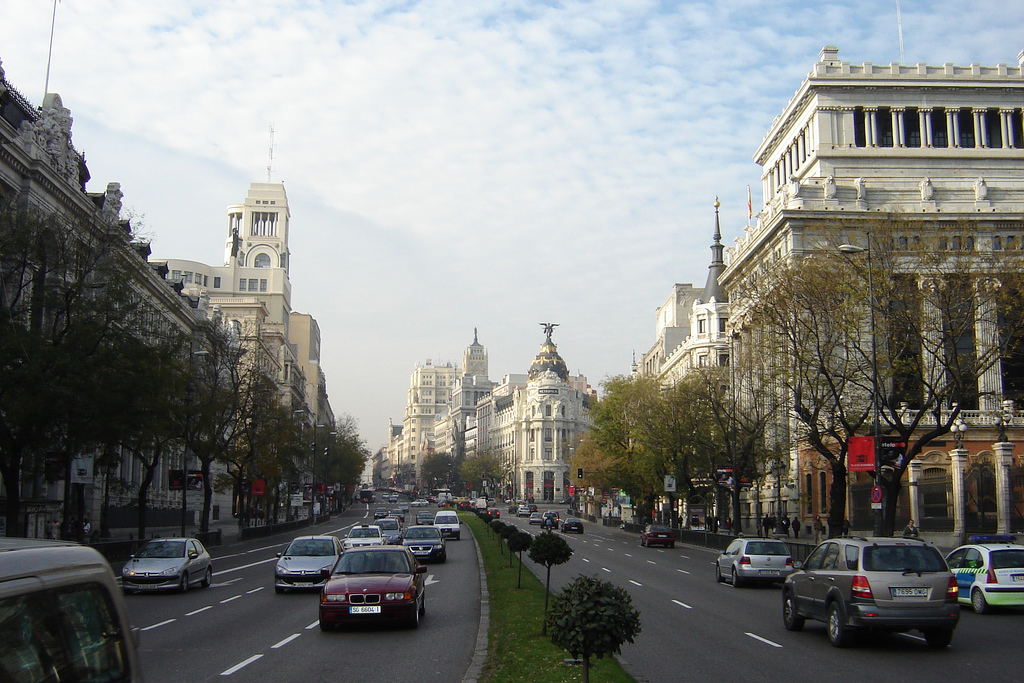
Tramo inicial de la calle Alcalá de Madrid.

Una calle (también lleca) es un espacio urbano lineal que permite la circulación de  vehículos, y que da acceso a los edificios y solares que se encuentran a ambos lados. En el subsuelo de la calle generalmente se disponen las redes de las instalaciones de servicios urbanos a las edificaciones tales como: alcantarillado, agua potable, gas, red eléctrica y de telefonía (nos referimos naturalmente a las calles del mundo de hoy).
Maurice Garden ha propuesto considerar la calle no solo como espacio material y como espacio social, sino también como espacio simbólico, «donde se expone el poder y se expresan los contrapoderes». Desde la Antigua Roma, pasando por las monarquías absolutas la calle ha sido usada «como trayecto celebrativo», pero también ha sido el lugar donde se «visibilizaban las miasmas y miserias de una población desheredada». En el siglo XIX, «las grandes ciudades europeas, en tanto que microcosmos sociales, eran el paradójico espacio de la riqueza y la pobreza; del progreso y del inmovilismo; de la integración y la marginación; de las élites económicas y del hampa».

## La calle como espacio urbano
El espacio de la calle es de longitud indefinida, solo interrumpida por el cruce con otras calles o, en casos singulares, por el final de la calle, en una plaza, en un parque urbano, en otra calle, etc., o por el final de la ciudad en el límite con el campo.
Los rasgos principales que asociamos a una calle en un pueblo, una villa o ciudad son:
1.- La calle es, en primer lugar, una vía o camino para ir de un sitio a otro de la población. La calle, salvo algunas excepciones, es un espacio de circulación tanto de personas como de vehículos.
2.- La calle es un espacio público urbano, es el soporte de las actividades ciudadanas no privadas como: el ir a casa, al trabajo o a la escuela, el paseo, el juego infantil, encontrarse con los amigos o los vecinos, etc., y también de las actividades ciudadanas públicas (ver puntos 3 y 4).
3.- La calle es lineal, la dimensión longitudinal predomina en ella y en las infraestructuras asociadas (hileras de casas, de árboles, de farolas, etc.) así como en las actividades sociales que en ella tienen lugar como son: las procesiones, manifestaciones, desfiles, etc., así como las ferias, los mercadillos, las fiestas populares que tienen su lugar y se desparraman a lo largo de las calles, y como estas, confluyen en las plazas principales de las poblaciones.
4.- Los edificios o, en su caso, los solares (futuros edificios) flanquean la calle, y con ellos asimismo la envuelven las actividades asociadas: el comercio, los escaparates, la información, los reclamos publicitarios o de todo tipo, así como la propia arquitectura, las esculturas, el diseño y una serie de hechos o manifestaciones culturales, o estéticas que tienen en la calle su escenario, como: determinados deportes, músicas, danzas, artes, etc. y el turismo que se hace y vive en la calle.
Gustavo Giovannoni decía que las calles que en otros tiempos se usaban casi exclusivamente para delimitar el espacio construido y dar acceso a los edificios, se han convertido, en la ciudad moderna, en contenedores de la circulación de vehículos y personas, «...las calles son los verdaderos órganos del movimiento de las ciudades». Al hilo de esta reflexión, Giorgio Rigotti en su «Tratado de Urbanismo» señala que la definición de la vía urbana puede ser expresada en los siguientes términos «Las vías urbanas son las franjas de terreno utilizadas principalmente por al movimiento de vehículos y peatones, y en segundo término, como a elementos en los cuales, quienes confrontan, tienen derecho de acceso y de captación de luz y aire». Así vemos como los edificios, mayoritariamente tienen acceso desde la calle y sobre ella abren portales, ventanas y balcones.

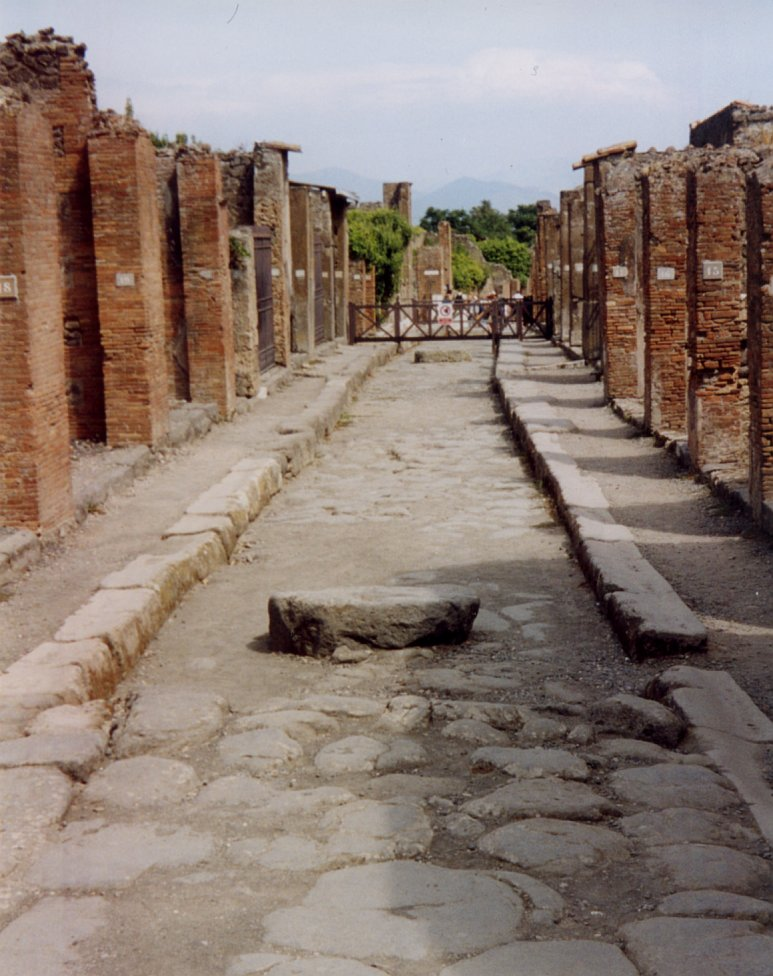
Calle de la antigua Pompeya (Italia), con la sección tipo de calzada, aceras y bordillos.

La calle típica tiene la anchura constante, ya que las fachadas de los edificios o los límites de los solares son planos paralelos, pero las hay de ancho variable, algunas tan ilustres como el tramo inicial de la calle de Alcalá de Madrid. La propia anchura es una dimensión extremadamente variable de las calles; así tenemos las calles estrechas de las ciudades árabes contrapuestas a las grandes avenidas y paseos de las ciudades modernas, que integran en la calle el espacio urbano adyacente; entre ambos extremos tenemos toda una gama de espacios de diversas anchuras, con calzada para automóviles o sin calzada como las calles peatonales, o con aceras más o menos anchas, con andenes adicionales simples o dobles, etc, tenemos también calles con separación y especialización del tráfico, carriles para bicicletas, autobús, tranvía, etc.

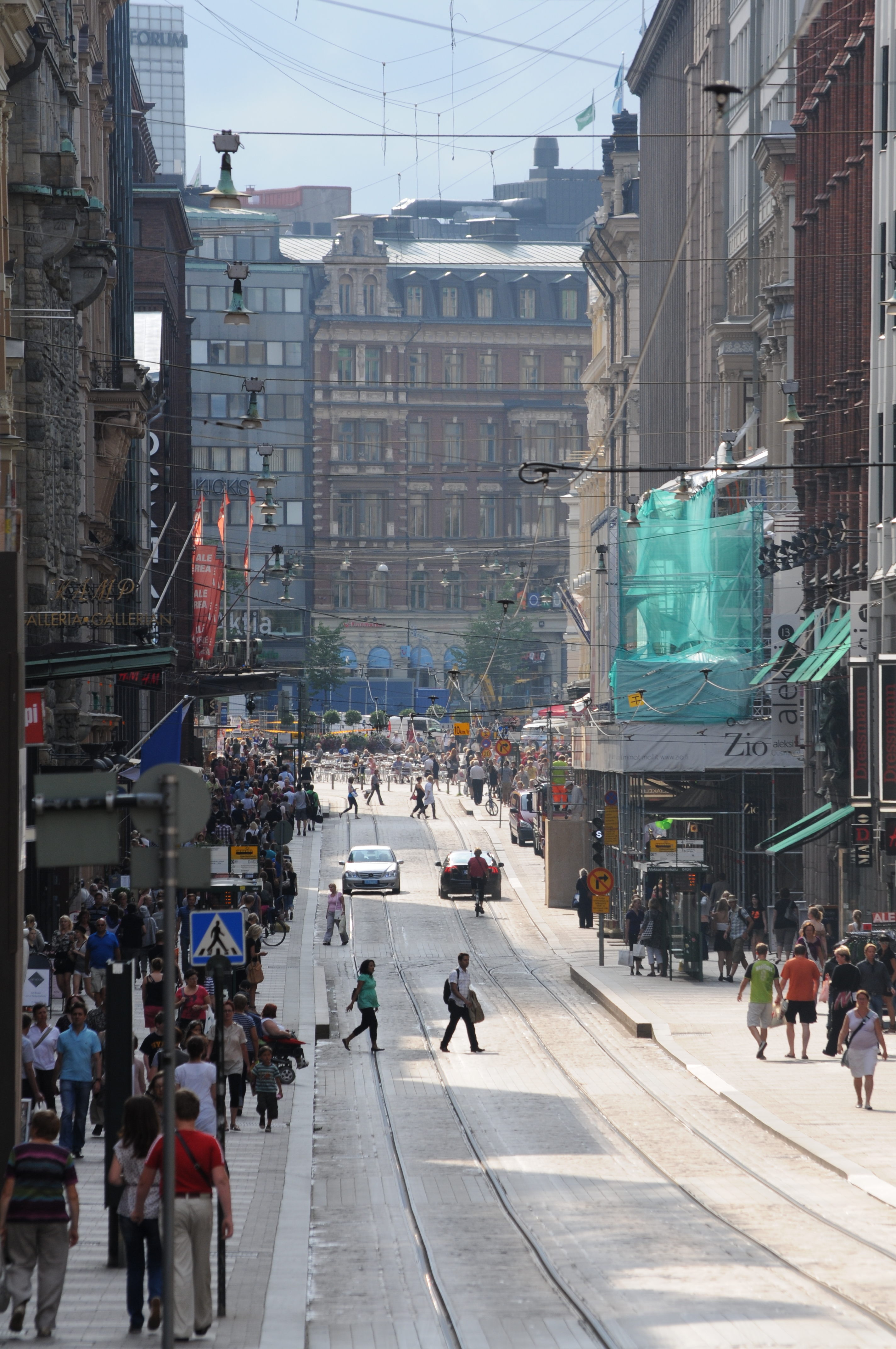
Aleksanterinkatu en el centro de Helsinki, Finlandia.

La decisión de proyectar, fijar la anchura y hacer una nueva calle, o de ensanchar una calle existente aun a costa de la expropiación y derribo de las construcciones adyacentes, corresponde al Ayuntamiento de la ciudad o a la autoridad urbanística del lugar y se fundamenta en el planeamiento urbanístico o la planificación de infraestructuras, consecuentemente se basa en los trabajos y la metodología propia de estas ciencias de diseño urbano o territorial.
La estructura más corriente de la calle es la formada por dos franjas laterales que son las aceras y la franja central que es la calzada. Las aceras, generalmente están limitadas por el bordillo, el cual es una pieza que forma un resalto o escalón que mantiene el pavimento de la acera más arriba que él de la calzada. La función del bordillo no es otra que proporcionar una cierta protección a las personas que se desplazan por las aceras, tanto para evitar que los vehículos que circulan por la calzada suban y les hagan daño, como para conducir las aguas de lluvia que se escurren por encima hacia el canal que forman los bordillos con la calzada.
La formación de un sistema de canalización de las aguas pluviales hacia los colectores, se facilita mediante la colocación de imbornales a distancias regulares en los bordes de la calzada, los cuales las recogen una vez canalizadas por los bordillos. Esta sección tipo formada por la calzada, la acera y los bordillos, tiene una eficiencia funcional excelente ya que no solo resuelve los usos y funciones principales de la calle, sino también porque facilita la solución de un amplio abanico de requisitos propios de las instalaciones y servicios urbanos así como de los usos adicionales que se dan en la calle. Es por ello que no es de extrañar que esta sección tipo sea la estructura urbana más antigua que se conoce, un legado que, en lo substancial, no ha variado a lo largo de dos mil años.

### Circulación
La circulación, o menos ampliamente, transporte, es quizás el uso más visible de una calle, y ciertamente entre los más importantes. El movimiento sin restricciones de personas y bienes dentro de una ciudad es esencial para su comercio y vitalidad, y las calles proporcionan el espacio físico para esta actividad.
En aras del orden y la eficiencia, se puede hacer un esfuerzo para segregar diferentes tipos de tráfico. Esto generalmente se hace tallando una carretera en el medio para los automovilistas, reservando aceras a cada lado para los peatones; otros arreglos permiten tranvías, trolebuses, e incluso aguas residuales y zanjas de escorrentía de lluvia (común en Japón e India). A mediados del siglo XX, cuando el automóvil amenazaba con abrumar las calles de la ciudad con contaminación y accidentes espantosos, muchos teóricos urbanos llegaron a ver esta segregación no solo como útil sino necesaria para mantener la movilidad.
Le Corbusier, por su parte, percibió una segregación cada vez más estricta del tráfico como una afirmación esencial del orden social, una expresión deseable y, en última instancia, inevitable, de la modernidad. Con este fin, se adelantaron propuestas para construir "calles verticales" donde los vehículos de carretera, los peatones y los trenes ocuparían cada uno sus propios niveles. Tal arreglo, se dijo, permitiría un desarrollo aún más denso en el futuro.
Estos planes nunca se implementaron de manera integral, un hecho que los teóricos urbanos de hoy consideran afortunado para la vitalidad y la diversidad. Más bien, la segregación vertical se aplica poco a poco, como en alcantarillado, postes de servicios públicos, carreteras deprimidas, vías férreas elevadas, ductos de servicios comunes, el extenso complejo subterráneos de centros comerciales que rodean la estación de Tokio y la estación de metro Ōtemachi, las redes elevadas de peatones skyway de Mineápolis y Calgary, las ciudades subterráneas de Atlanta y Montreal, y las calles multinivel en Chicago.
El transporte a menudo se malinterpreta como la característica definitoria, o incluso el único propósito, de una calle. Este no ha sido el caso desde que la palabra "calle" se limitó a situaciones urbanas, e incluso en la era del automóvil, todavía es demostrablemente falsa. Una calle puede bloquearse temporalmente para todo el tráfico a fin de asegurar el espacio para otros usos, como una feria callejera, un mercadillo, niños jugando, filmando una película o trabajos de construcción.  Muchas calles están delimitadas por bolardos o barreras New Jersey para mantener alejados a los vehículos. Estas medidas a menudo se toman en las áreas más concurridas de una ciudad, los distritos de "destino", cuando el volumen de actividad supera la capacidad de los vehículos privados de pasajeros para soportarlo. Una característica universal de todas las calles es un diseño a escala humana que brinda a sus usuarios el espacio y la seguridad para sentirse involucrados en su entorno, sin importar el tráfico que pase.

## Las aceras

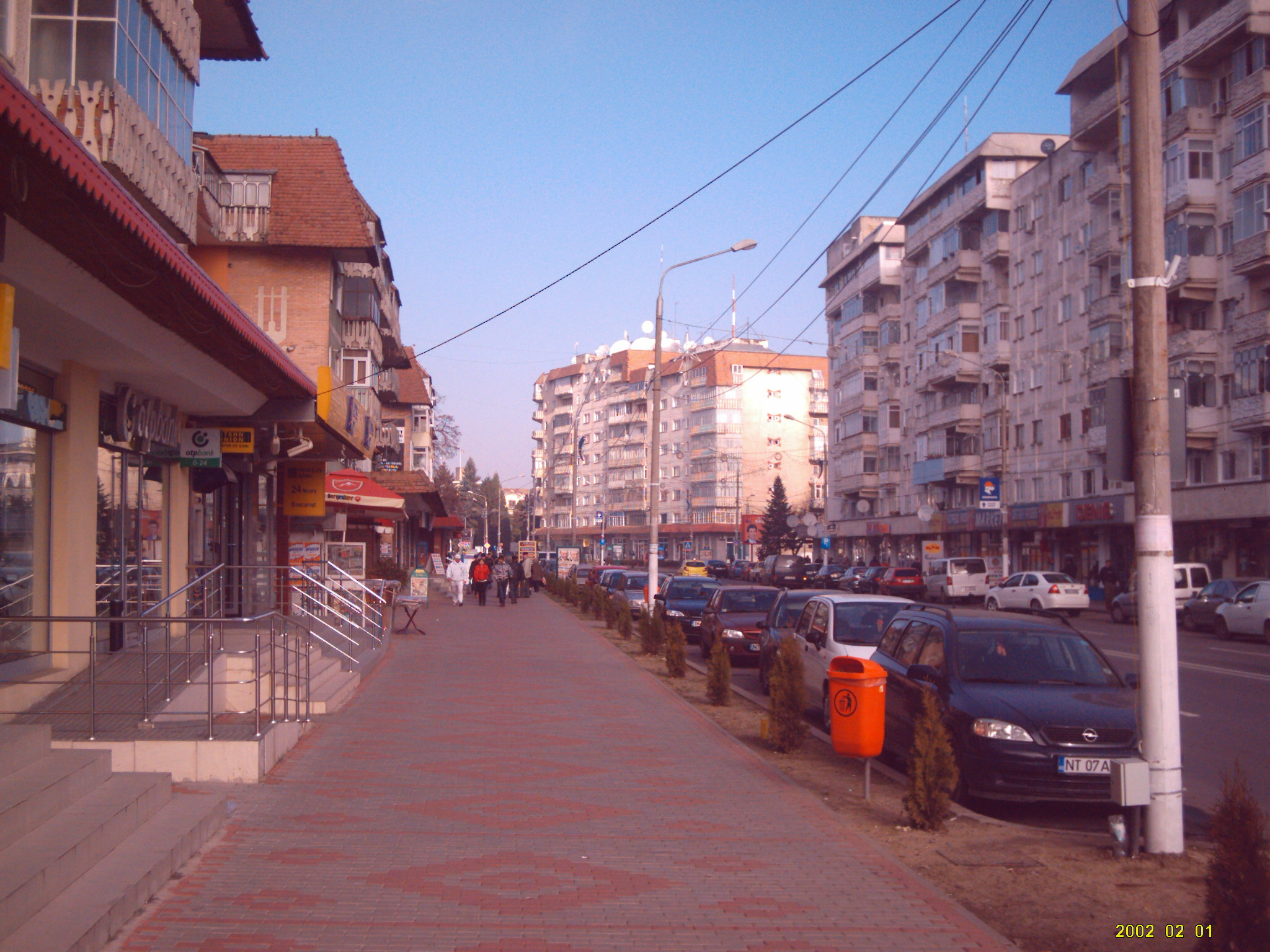
Calle en Roman, Rumania.

Para establecer la anchura de las aceras y de la calzada, los tratados de urbanismo manejan el concepto de «franja elemental», la cual se define como «la anchura mínima unitaria indispensable para el desplazamiento, sin dificultades, de una fila uniforme de usuarios que se mueven en el mismo sentido».
La mayor parte de los tratados de urbanismo, normas y ordenanzas de movilidad establecen la anchura de una franja elemental tipo para peatones en 0,75 m. Se llega a esta medida considerando una persona adulta genérica, hombre o mujer caminando normalmente por un lugar llano, pudiendo llevar una bolsa o un paquete. Tomando como base la anchura estricta de un hombre adulto que es de 55 cm, se le suman unos márgenes adicionales de 10 cm en cada lado, a fin de permitir una cierta libertad de movimientos sin los cuales la movilidad sería muy precaria.
Para establecer la anchura de la acera deben tenerse en cuenta las personas con movilidad reducida: como la gente mayor, los que van en silla de ruedas, los que empujan cochecitos infantiles, tanto los sencillos como los coches de gemelos, los niños que van de la mano de los adultos o los adultos obligados a moverse con muletas, o simplemente los que llevan una maleta o el carro de la compra, etcétera. Es por ello que los códigos y ordenanzas de movilidad establecen la franja elemental mínima en 0,90 m que sirven de base para la definición de la anchura de los pasillos de las viviendas o residencias así como las rampas útiles para salvar pequeños desniveles, etc.
Esta dimensión de 0,9 m se basa en las necesidades propias de las personas con movilidad reducida, cuyo paradigma puede ser una persona que se desplaza autónomamente en una silla de ruedas autopropulsada manualmente, cuya anchura estricta es la propia de la silla, 65 cm, a la que se suman dos márgenes adicionales de 12,5 cm, sin los cuales la autopropulsión con los brazos sería inviable. Las restantes situaciones de movilidad reducida, salvo raras excepciones, tienen requerimientos de anchura inferiores a los 90 cm (65 + 2 x 12,5 = 90 cm)
Es obvio que esta anchura de 90 cm no puede aceptarse como anchura mínima de la acera ya que esta (la acera) no es una franja elemental donde los usuarios se mueven en el mismo sentido, puesto que se mueven en ambos y han de poder cruzarse con comodidad o, como mínimo, sin que uno de ellos tenga que bajar a la calzada para dejar paso al otro. Es por ello que, en general, se adopta la dimensión de 1,50 m como anchura mínima de la acera. Dicha anchura se obtiene sumando a la anchura estricta de la silla de ruedas (65 cm), la anchura de perfil de un hombre adulto, (35 - 40 cm) y dos márgenes en los bordes de 15 cm más uno en medio de 20 cm (65 + 40 + (2 x 15) + 20 = 150 cm). Esta anchura permite también el cruce de dos personas en silla de ruedas.
Estos criterios elementales, consignados en las normas, ordenanzas y códigos de movilidad, son ignorados frecuentemente en nuestras ciudades por las propias autoridades que deben velar su cumplimiento. La fascinación por la movilidad basada en el uso de los automóviles particulares, propia del urbanismo de siglo XX, constituye la ideología dominante mientras que la alternativa de un urbanismo sostenible solo se abre paso con mucha dificultad. El «urbanismo del automóvil» ha convertido las calles estrechas de los barrios históricos en aparcamientos y ha dificultado en extremo la movilidad peatonal, es decir los desplazamientos andando hacia el trabajo, la escuela u otras ocupaciones o simplemente el paseo lúdico de las familias y los amigos, que constituye la actividad cultural por excelencia de la ciudad.
Puede parecer excesiva la atención que se presta a la sección tipo de la calle formada por aceras y calzada, pero la sección de una calle exclusiva para peatones, con pavimento a nivel, normalmente de mejor calidad que el pavimento de las aceras, es recibida por los vecinos como una auténtica bendición del cielo en las ciudades congestionadas. El Ayuntamiento que administra y gestiona estas calles no ha de hacer compatibles los vehículos con los peatones, excepto en determinados horarios. Y quien diseña estas calles peatonales puede entregarse con mayor libertad a las consideraciones puramente estéticas de la calle y su entorno.

## A diferencia de otros espacios

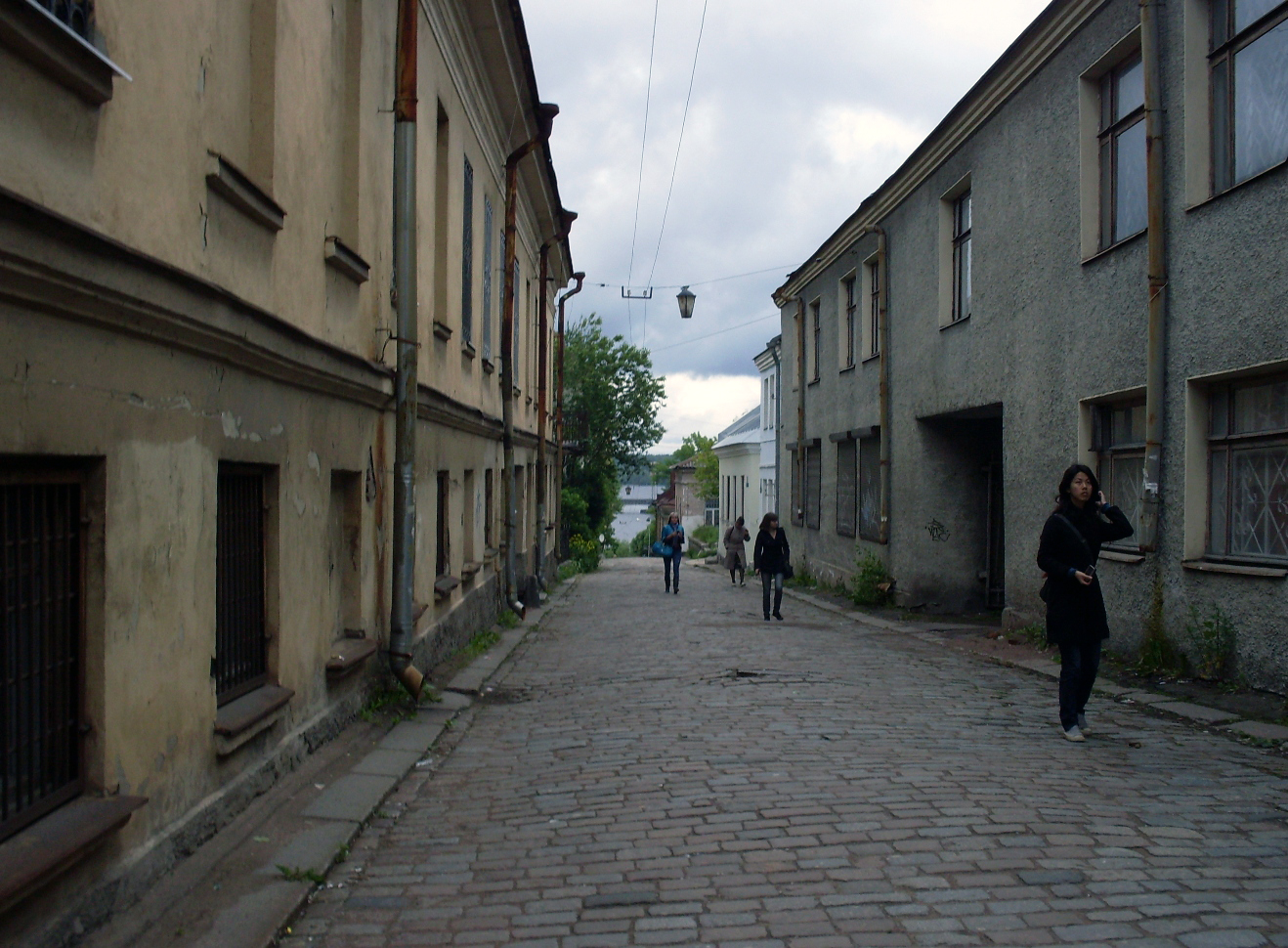
Peatones en la calle Vodnoy Zastavy en Vyborg, Rusia

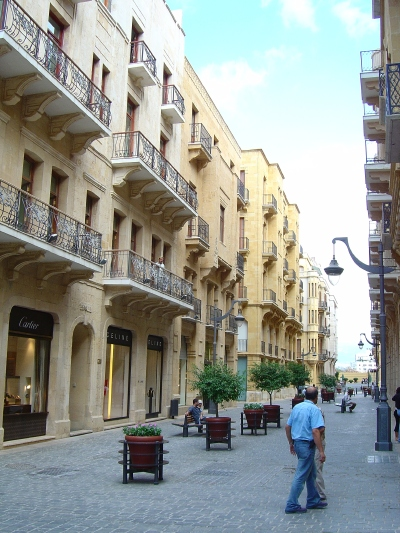
Centre Ville, Beirut, Líbano

Una carretera, como una calle, a menudo está pavimentada y se utiliza para circular. Sin embargo, una calle se caracteriza por el grado y la calidad de la vida en la calle que facilita, mientras que una carretera sirve principalmente como paso para vehículos de carretera o (con menos frecuencia) peatones. Los músicos callejeros, mendigos, clientes de cafés, gente mirando, paseanteS, y una diversidad de otros personajes son usuarios habituales de una calle; las mismas personas normalmente no se encontrarían en una carretera.
En entornos rurales y suburbanos donde la vida en la calle es rara, los términos "calle" y "carretera" se consideran frecuentemente intercambiables. Aun así, incluso aquí, lo que se llama una "calle" suele ser una vía más pequeña, como una carretera dentro de un desarrollo de viviendas que desemboca directamente en entradas individuales. En la última mitad del siglo XX, estas calles a menudo abandonaron la tradición de una cuadrícula rígida y rectangular y, en cambio, se diseñaron para desalentar el tráfico. Este y otros métodos para calmar el tráfico proporcionaron tranquilidad a las familias y espacio de juego para los niños.